# Rhâââ Lovely Festival
Het Rhâââ Lovely Festival is een jaarlijks rockfestival dat sinds 2000 in de maand april in Fernelmont (nabij Andenne en Namen) wordt gehouden. Het hoofdpodium staat in de turnzaal van de plaatselijke school van deelgemeente Cortil-Wodon. Sinds 2004 is er ook telkens een zijpodium in een tent.
Muzikaal richt Rhâââ Lovely zich op de alternatieve rock- en indiemuziek die zelden of nooit aan bod komt in commerciële media zoals Studio Brussel. Veel voorkomende genres zijn post-rock, post-hardcore en freefolk. Zowel grote internationale namen als Belgische bands komen aan bod.
De organisatoren van het festival proberen de prijs zo laag mogelijk te houden (in 2006 kostte een ticket 12 euro) om cultuur voor iedereen toegankelijk te maken. Om dit mogelijk te maken werkt men met subsidies van de plaatselijke overheden. Om de festivalsite reclamevrij te houden wordt bewust niet gezocht naar sponsoring door bedrijven. Tijdens het festival biedt men de bezoeker plaatselijk bier en fair-trade fruitsap. Rhâââ Lovely werkt ook ostentatief niet samen met Clear Channel.

## Line-up

### 2000
I Love Plane, de portables, Calc, JF Muck

### 2001
Laila Kwyne, Lecitone, Quiet, Sweek, Electro:lux, Patton, My Own

### 2002
Chuck Norris, San Remo, Tom Sweetlove, Tiger Fernandez, Cheval de Frise, Starfield Season, Zythum, Redneck Manifesto, Tristeza

### 2003
A December Lake, Sweek, Toboggan, Vandal X, Manta Ray, Peach Pit, Below The Sea, Tarentel, Hangedup

### 2004
Raymondo, Tom Sweetlove, Arca, Souvaris, Berg Sans Nipple, Explosions in the Sky, Shipping News, Migala, Wixel, Analept, Pi8, aMute, Sullen Memory, Nim, Diesehle, Armatt, Loam

### 2005
Amnesia, Tomàn, Red Sparowes, Milgram, Dreamend, Durutti Column, Hood, Loobke, Half Asleep, Millimetrik, Manyfingers, Squares On Both Sides, Stafrænn Håkon, Matt Elliott

### 2006
I Love Sarah, Absinthe (Provisoire), Charlottefield, Deerhoof, 31knots, 65daysofstatic, Stinky Squirrels, V.O., This Is Your Captain Speaking, Picastro, Piano Magic, Grails

### 2007
A Whisper in the Noise, Arnaud Michniak, Audrey, Bracken, Crippled Black Phoenix, Frank Shinobi, K-Branding, The Matt Elliott Foundation, Milena Song, Part Chimp, Pelican, Pentark, Rothko, yndi halda

### 2008
Cupp Cave, Graffen Völder, Rockettothesky, El Dinah, Rien, Mutiny on the Bounty, the cj boyd sexxxtet, this will destroy you, Sleeping People, Youthmovies, Enablers, Magyar Posse, Dead Meadow, Stinky Squirrels